# 39è Festival Internacional de Cinema de Canes
El 39è Festival Internacional de Cinema de Canes es va dur a terme del 8 al 19 de maig de 1986. La Palma d'Or fou atorgada a The Mission de Roland Joffé.
El festival va obrir amb Pirates, dirigida per Roman Polanski i va tancar amb El amor brujo, dirigida per Carlos Saura.

## Jurat

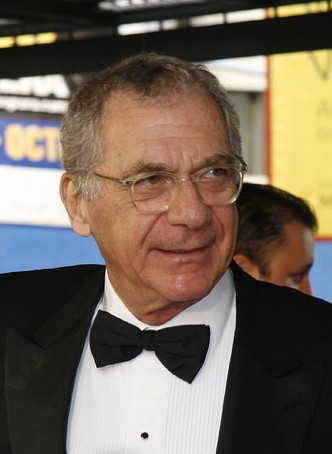
Sydney Pollack, president del jurat

### Competició principal
Les següents persones foren nomenades per formar part del jurat de la competició principal en l'edició de 1986:
- Sydney Pollack President
- Alexandre Mnouchkine
- Alexandre Trauner
- Charles Aznavour
- Danièle Thompson
- István Szabó
- Lino Brocka
- Philip French
- Sonia Braga
- Tonino Delli Colli

### Càmera d'Or
Les següents persones foren nomenades per formar part del jurat de la Càmera d'Or de 1986:
- Anne Fichelle
- Christophe Ghristi (cinèfil)
- Eva Zaoralova (periodista)
- Ivan Starcevic (periodista)
- Lawrence Kardish (cinèfil)
- Pierre Murat (crític)
- Serge Leroy (director)

## Selecció oficial

### En competició – pel·lícules
Les següents pel·lícules competiren per la Palma d'Or:
- After Hours de Martin Scorsese
- Boris Godunov de Serguei Bondartxuk
- Down de Law de Jim Jarmusch
- The Fringe Dwellers de Bruce Beresford
- Fool for Love de Robert Altman
- Genesis de Mrinal Sen
- I Love You de Marco Ferreri
- La dernière image de Mohammed Lakhdar-Hamina
- Eu Sei Que Vou Te Amar de Arnaldo Jabor
- Max, Mon Amour de Nagisa Oshima
- Tenue de soirée de Bertrand Blier
- The Mission de Roland Joffé
- Mona Lisa de Neil Jordan
- Otello de Franco Zeffirelli
- Pobre mariposa de Raúl de la Torre
- Die Geduld der Rosa Luxemburg de Margarethe von Trotta
- Runaway Train d'Andrei Konchalovsky
- Offret d'Andrei Tarkovsky
- Le lieu du crime d'André Téchiné
- Thérèse d'Alain Cavalier

### Un Certain Regard
Les següents pel·lícules foren seleccionades per competir a Un Certain Regard:
- A Girl's Own Story de Jane Campion
- Backlash de Bill Bennett
- Belizaire the Cajun de Glen Pitre
- Burke & Wills de Graeme Clifford
- Coming Up Roses de Stephen Bayly
- Das zweite Schraube-Fragment de Walter Andreas Christen
- Desert Bloom de Eugene Corr
- Laputa de Helma Sanders-Brahms
- Rih essed de Nouri Bouzid
- Passionless Moments de Jane Campion, Gerard Lee
- Ningen no yakusoku de Yoshishige Yoshida
- Krysař de Jiří Barta
- Salomè de Claude d'Anna
- Shtei Etzbaot Mi'Tzidon d'Eli Cohen
- Tai Yang de Benzheng Yu
- Two Friends de Jane Campion
- Tuntematon sotilas de Rauni Mollberg
- Welcome in Vienna de Axel Corti
- Za kude putuvate de Rangel Vultxanov

### Pel·lícules fora de competició
Les següents pel·lícules foren seleccionades per ser projectades fora de competició:
- A Matter of Life and Death de Michael Powell and Emeric Pressburger
- Absolute Beginners de Julien Temple
- El amor brujo de Carlos Saura
- The Chipmunk Adventure de Janice Karman
- The Color Purple de Steven Spielberg
- Don Quixote d'Orson Welles
- Hannah and Her Sisters de Woody Allen
- Un homme et une femme : Vingt ans déjà de Claude Lelouch
- Pirates de Roman Polanski
- Precious Images de Chuck Workman
- T'as de beaux escaliers tu sais d'Agnès Varda

### Curtmetratges en competició
Els següents curtmetratges competien per Palma d'Or al millor curtmetratge:
- 15-Août de Nicole Garcia (França)
- Heiduque de Y. Katsap, L. Gorokhov (URSS)
- A Gentle Spirit (Lagodna) de Piotr Dumala
- Le Vent de Csaba Varga
- Les Petites Magiciennes de Vincent Mercier, Yves Robert (França)
- Les Petits Coins de Pascal Aubier
- Miroir d'ailleurs de Willy Kempeneers
- Nouilles Sèches de Dan Collins
- Peau de Jane Campion (Austràlia)
- Question d'optiques de Claude Luyet
- Quinoscopio de Juan Padron
- Street of Crocodiles de Brothers Quay
- Turbo Concerto de Martin Barry

## Seccions paral·leles

### Setmana Internacional dels Crítics
Els següents llargmetratges van ser seleccionats per ser projectats per a la vint-i-cinquena Setmana de la Crítica (25e Semaine de la Critique):
- 40 Quadratmeter Deutschland de Tevfik Baser (RFA)
- Devil in the Flesh de Scott Murray (Austràlia)[13]
- La donna del traghetto d'Amedeo Fago (Itàlia)
- Esther de Amos Gitaï (Israel)
- Faubourg Saint-Martin de Jean-Claude Guiguet (França)
- San Antoñito de Pepe Sanchez (Colòmbia)
- Sleepwalk de Sara Driver (EUA)

### Quinzena dels directors
Les següents pel·lícules foren exhibides en la Quinzena dels directors de 1986 (Quinzaine des Réalizateurs):
- Cactus de Paul Cox
- Comic Magazine (Komikku Zasshi Nanka Iranai) de Yōjirō Takita
- Dancing in the Dark de Leon Marr
- Le Déclin de l'empire américain de Denys Arcand
- Defence of the Realm de David Drury
- Diavolo In Corpo de Marco Bellocchio
- Giovanni Senzapensieri de Marco Colli
- Golden Eighties de Chantal Akerman
- Ópera do Malandro de Ruy Guerra
- Osobisty pamiętnik grzesznika przez niego samego spisany de Wojciech J. Has
- Qing Chun Jin de Nuanxin Zhang
- Schmutz de Paulus Manker
- She's Gotta Have It de Spike Lee
- Sid and Nancy d'Alex Cox
- Sorekara de Yoshimitsu Morita
- Tarot de Rudolf Thome
- Visszaszamlalas de Pal Erdoss
- Working Girls de Lizzie Borden

## Premis

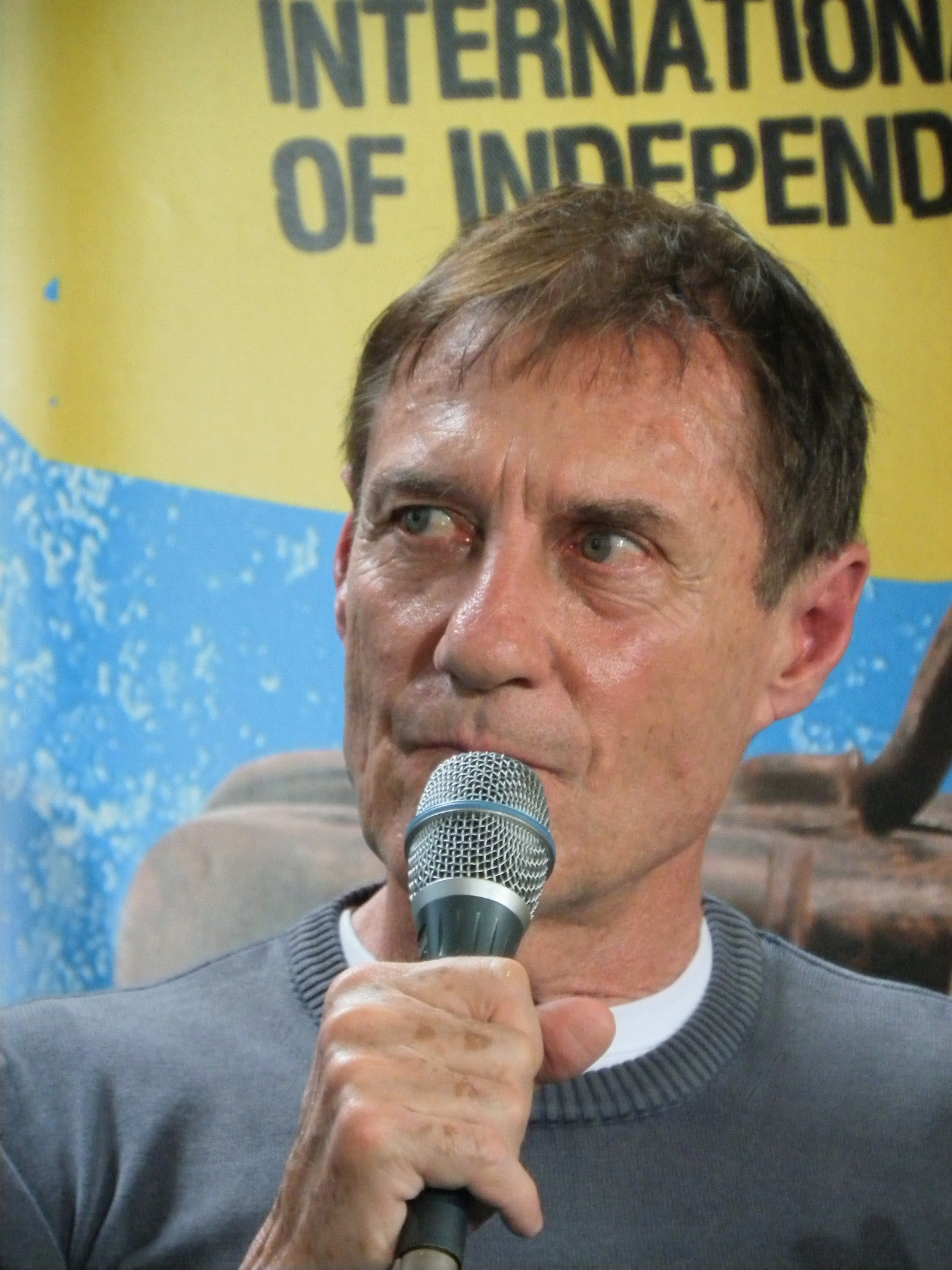
Roland Joffé, guanyador de la Palma d'Or

### Premis oficials
Els guardonats en les seccions oficials de 1986 foren:
- Palme d'Or: The Mission de Roland Joffé
- Grand Prix: Offret d'Andrei Tarkovsky
- Millor director: Martin Scorsese per After Hours
- Millor actriu: Fernanda Torres per Eu Sei Que Vou Te Amar i Barbara Sukowa per Die Geduld der Rosa Luxemburg
- Millor actor: Bob Hoskins per Mona Lisa i Michel Blanc per Tenue de soirée
- Millor contribució artíctica: Sven Nykvist per Offret
- Premi del Jurat: Thérèse d'Alain Cavalier

Càmera d'Or
- Caméra d'Or: Noir et Blanc de Claire Devers

Un Certain Regard
- Prix Un Certain Regard: Rih essed de Nouri Bouzid

Curtmetratges
- Palma d'Or al millor curtmetratge: Peel de Jane Campion
- Premi del Jurat per Ficció: Les Petites Magiciennes de Vincent Mercier, Yves Robert
- Premi del Jurat per Animació: Heiduque de Y. Katsap, L. Gorokhov

### Premis independents
Premis FIPRESCI
- Le déclin de l'empire américain de Denys Arcand (Quinzena dels Directors)
- Offret d'Andrei Tarkovsky (En competició)

Commission Supérieure Technique
- Gran premi tècnic: The Mission de Roland Joffé

Jurat Ecumènic
- Premi del Jurat Ecumènic: Offret d'Andrei Tarkovsky
- Ecumenical Jury - Special Mention: Thérèse d'Alain Cavalier

Premi del a Joventut
- Pel·lícula estrangera: She's Gotta Have It de Spike Lee
- Pel·lícula francesa: High Speed de Monique Dartonne i Michel Kaptur

## Mèdia
- INA: Roman Polanski presenta Pirates a l'obertura del festival de 1986 (francès)
- INA: Llista de guanyadors del festival de 1986 (francès)